# Lehstsee
Der Lehstsee ist ein kleiner natürlicher See im Naturraum des Neustrelitzer Kleinseenlandes im Naturpark Uckermärkische Seen im Landkreis Uckermark (Brandenburg). Er liegt auf der Gemarkung der Kernstadt Lychen.

## Geographische Lage und Hydrographie
Der Lehstsee liegt ca. 2 km Luftlinie nordöstlich des Stadtkerns von Lychen auf der Gemarkung der Kernstadt Lychen. Der See ist ca. 450 m lang und 190 m breit. Der Seespiegel liegt laut Topographischer Karte 1:25000 (Blatt 2746) 54,7 m über NN. Er dürfte nun aufgrund der Anhebung des Seespiegels um 20 cm bei etwa 54,9 m liegen. Er hat einen Zufluss von Osten und von einem kleinen Teich nördlich des Sees. Der See entwässert nach Westen über den Lehstseeabflussgraben in den Oberpfuhlsee.

## Geschichte
Der See wurde bereits 1299 erstmals urkundlich genannt (stagnum Lest). Er gehörte neben 38 anderen namentlich genannten Seen zur Erstausstattung des Klosters Himmelpfort, die der Stifter, Markgraf Albrecht III. dem Kloster übertrug. Dem Kloster wurde das alleinige Nutzungsrecht eingeräumt. Der Name ist von einer altpolabischen Grundform *Lěšč'-, Beziehungsadjektiv zu *lěska = Haselstrauch, abgeleitet. Er ist somit als Haselsee, oder See an dem Haselsträucher wachsen zu deuten.

## Nutzung und Renaturierung
Der See gehört der Stadt Lychen und ist an die Uckermark Fisch GmbH verpachtet. Von 1999 bis 2006 wurde vom Förderverein Feldberg-Uckermärkische Seenlandschaft ein Projekt zur Wiedervernässung der Lehstsee-Niederung, ein ca. 6 ha großes Durchströmungsmoor östlich des Sees durchgeführt. Ziel der Maßnahme war das Zurückhalten des Wassers und die Anhebung des Grundwasserstandes sowie die Initiierung der Torfneubildung. 2006 wurde auch der Seespiegel des Lehstsees selber durch den Bau einer Rampe um etwa 20 cm angehoben. Das Volumen des Sees vergrößert sich um 20.000 m³ oder um 35 %.